# Org 28611
Org 28611 ( SCH-900,111 ) est un médicament développé par Organon BioSciences qui agit comme un puissant agoniste complet des récepteurs cannabinoïdes au niveau des récepteurs CB1 et CB2. Il a été développé dans le but de trouver un agoniste cannabinoïde soluble dans l'eau adapté à une utilisation intraveineuse comme analgésique,  et bien qu'il ait atteint cet objectif et ait progressé jusqu'aux essais cliniques de phase II chez l'homme à la fois comme sédatif et comme analgésique, les résultats par rapport aux médicaments de comparaison (midazolam et morphine respectivement) n'étaient pas particulièrement favorables lors des tests initiaux,.

## Sources et références
1. ↑  Adam, J. M., « Design, synthesis, and structure–activity relationships of indole-3-carboxamides as novel water soluble cannabinoid CB1 receptor agonists », MedChemComm, Royal Society of Chemistry, vol. 1,‎ 2010, p. 54 (DOI 10.1039/c0md00022a)
2. ↑  « Pharmacodynamic and pharmacokinetic effects of the intravenously administered CB1 receptor agonist Org 28611 in healthy male volunteers », Journal of Psychopharmacology (Oxford, England), vol. 23, no 6,‎ août 2009, p. 633–44 (PMID 18635703, DOI 10.1177/0269881108091551, S2CID 43609218)
3. ↑  A Comparison of Analgesic Efficacy Between a Single Dose of ORG 28611, Morphine, and Placebo After Dental Impaction Surgery